# 垣内東皐
垣内 東皐（かきうち とうこう）は江戸時代中期の儒医。紀伊国栖原村出身。伊藤仁斎門下。豊前中津藩医。

## 生涯
延宝8年（1680年）紀伊国栖原垣内本家第5代垣内重信の次男として生まれた。幼名は希八。幼くして読書を好み、父に倣って伊藤仁斎・東涯に入門して10年余り師事し、同時に医術も学んだ。修業後江戸に出て名声を広め、享保元年（1716年）9月岡島冠山『唐話纂要』に「白樫仲凱」の名で跋を寄せ、享保2年（1717年）春紀州藩主に拝謁した。
享保9年（1724年）秋豊前中津藩主奥平昌春侍医となり、世継ぎの侍読を兼ね、200石10人扶持を賜り、和歌の相手も務めた。享保17年（1732年）6月病気のため退職し、海路帰郷しようとしたが、出発して2日後に世継ぎが危篤になり、急遽哨戒船で呼び戻された。殿上で杖の使用を許され、数度の投薬により嫡子は全快したが、自身の病気は悪化し、8月14日中津の旅館で死去し、同所安全寺に葬られた。妻妙真とまだ幼い養子松渓は、喪が明けた後紀州に戻り、遺言を伝えた。
享保19年（1734年）6月祇園南海が追悼詩を詠んでいる。安政6年（1859年）3月孫鷹子により故郷施無畏寺に石田冷雲撰・書「東皐垣内先生碑」が建てられた。

## 著書
- 「保命神機」10巻[4]
- 「詩文集」8巻[4]
- 「処方録」[4]
- 「勤務日記」[4]
- 「理気弁論続貌（貂[10]）」2巻[11]
- 「東皐前後集」8巻[11]
- 「東皐随筆」[11]
- 「東皐手録」[11]
- 「雞窓日抄」[11]
- 「明文髄」[11]
- 「東皐文集」8巻[12]

施無畏寺梵鐘に銘を記している。

## 親族
- 父：垣内重信（第5代太郎兵衛、了閑）
- 母：妙順 - 芦内三郎左衛門娘[13]。男子5人・女子7人を儲け、その内男子1人、女子3人が夭折した[14]。
  - 弟：垣内繁福（第6代太郎兵衛、了玄）
  - 弟：垣内閑斎（嘉広） - 本家家業を補佐した[15]。
  - 弟：垣内恂斎（敦義） - 医者[16]。
  - 姉妹：妙貞 - 谷輪久兵衛妻[17]。
  - 姉妹：妙慎 - 橋本次右衛門妻[17]。
  - 姉妹：妙教 - 垣内富景（太七郎、了慶）妻[17]。
  - 姉妹：妙園 - 北畠仁右衛門妻[17]。
- 妻：妙真 - 中根氏[6]。
  - 養子：垣内松渓（鳳儀、全庵） - 中津藩医近藤玄意の子。伊藤仁斎に儒学、江戸で医術を学び、栖原で開業した[18]。
  - 養孫：垣内亨斎（達、全庵） - 有田郡宮崎村森川家の子。三木三庵に医術を学んだ[18]。
  - 養曽孫：垣内己山（成章、全庵）
  - 遠孫：古田信堂 - 東皐から伝わる奥平氏の和歌1箱を所蔵していた[4]。